# Campsurus decoloratus
Campsurus decoloratus är en dagsländeart som först beskrevs av Hagen 1861.  Campsurus decoloratus ingår i släktet Campsurus och familjen Polymitarcyidae. Inga underarter finns listade i Catalogue of Life.